# Detenuto in attesa di giudizio
Detenuto in attesa di giudizio (Detenido en espera de juicio) es una película de comedia a la italiana de 1971, dirigida por Nanni Loy y protagonizada por Alberto Sordi. La película cuenta además con la actuación de Elga Andersen, Andrea Aureli, Nazzareno Natale, Michele Gammino y Lino Banfi.
La película fue ampliamente elogiada por su crítica del sistema judicial italiano, logrando el premio del Festival de Cine de Berlín. Alberto Sordi, en uno de sus pocos papeles dramáticos, consiguió el oso de plata y el premio David di Donatello por su interpretación del prisionero Giuseppe Di Noi.

## Argumento
Giuseppe Di Noi (Alberto Sordi) es un exitoso topógrafo italiano radicado en Suecia, donde vive hace más de 10 años, con una mujer e hijos suecos. Cuando por fin puede tomarse tres meses de vacaciones decide volver a su tierra, para que sus hijos conozcan Italia. Sin embargo, es detenido en la frontera con Suiza, sin que se le informen los motivos. Comenzará ahí su largo ir y venir por cárceles italianas, mientras su esposa sueca trata de averiguar porque ha sido detenido.
Tras días sin tener información y retenido en aislamiento, Giuseppe descubre que ha sido acusado del homicidio culposo preterintencional de un ciudadano alemán. Lo envían a la prisión de Regina Coeli, sin haber podido ser interrogado. Se desata allí un motín, cuando el brutal alcaide prohíbe a los reclusos orar durante la misa. Aunque Di Noi no participa e incluso salva la vida de uno de los guardias, es igualmente apaleado y enviado a la cárcel de máxima seguridad ubicada en Sagunto.
Los internos de allí intentar aprovecharse de Giuseppe, quien pierde toda cordura y es llevado a una institución psiquiática. Finalmente su abogado consigue que el juez tome un momento de sus vacaciones y se reúna con Di Noi, quien descubre con horror los motivos de su desgracia: el ciudadano alemán murió debido al colapso accidental del viaducto de una autopista construida por una empresa en la que había trabajado como obrero en su juventud. Su citación no pudo realizarse ya que estaba en Suecia, por lo que el tribunal lo consideró un fugitivo. Habiendo aclarado su situación, es absuelto y puesto en libertad.
Incapaz de conducir, y con su mente destruida, inicia junto a su mujer el viaje de vuelta a Suecia. Detenido nuevamente en la frontera italiana para la revisión de pasaportes, Giuseppe no resiste y escapa del automóvil, siendo ametrallado por los carabinieri. Pero todo es simplemente una alucinación, Giuseppe Di Noi al fin logra salir de Italia.

## Reparto
- Alberto Sordi: Giuseppe Di Noi
- Elga Andersen: Ingrid, esposa de Giuseppe
- Andrea Aureli: Guardia
- Nazzareno Natale: Saverio Guardascione
- Michele Gammino: Don Paolo
- Lino Banfi: Director de la prisión de Sagunto
- Gianfranco Barra: Secretario de la prisión
- Luca Sportelli: Agente de la prisión de Sagunto
- Tano Cimarosa: Agente de la prisión de Sagunto
- Silvio Spaccesi: Mariscal de la prisión de Sagunto
- Giovanni Pallavicino: Saporito Brigadier de la prisión de Sagunto
- Antonio Casagrande: Juez
- Gianni Bonagura: abogado de Sallustio Giordana
- Giuseppe Anatrelli: prisionero Rosario Scalia
- Mario Brega: preso
- Mario Pisu: Psiquiatra

## Recepción
La película causó gran impacto social en Italia, ya que nunca antes se había mostrado en el cine las injusticias del sistema procesal italiano. En un ambiente kafkiano, la película ilustró con precisión jurídica la realidad de los presos italianos. La historia se basa en una historia real de un procedimiento judicial.